# カルモナム
カルモナム（Carumonam、INN）はモノバクタム系抗生物質である。カルモナムはβ-ラクタマーゼに対して強い耐性がある、つまり、細菌がβ-ラクタマーゼを用いて分解するのがより困難である。